# 多紀道忍
多紀 道忍（たき どうにん、1890年（明治23年）1月24日 - 1949年（昭和24年）10月26日）は、日本の僧侶。
京都市大原にある、大原寺来迎院の子院、浄蓮華院の多紀道覚の弟子。大原寺勝林院子院の宝泉院滝本深達に天台宗大原流声明をまなぶ。のち叡山学院教授、比叡山専修院教授を歴任。声明の五線譜化を研究し、その普及につとめた。五線譜声明曲集「天台声明大成」(共著)がある。滋賀県出身。天台宗西部大卒。旧姓は竹内。